# Lucas Dussoulier
Lucas Dussoulier (Libourne, 27 de julho de 1996) é um jogador de basquete francês.

## Carreira
Em 26 de julho de 2016, assinou um primeiro contrato profissional de três anos com o seu clube de formação Élan Béarnais Pau-Lacq-Orthez. No entanto, no dia 21 de agosto de 2016, foi emprestado por Pau-Lacq Orthez ao Charleville-Mézières no Pro B para se fortalecer. Em 25 de julho de 2017, o seu empréstimo é prorrogado por um ano ao clube das Ardenas.
Com a seleção francesa, Dussoulier foi vice-campeão no Campeonato Europeu Masculino de Basquete 16 e Sub de 2012, vice-campeão nos Jogos Olímpicos de Verão da Juventude de 2014 e medalhista de ouro nos Jogos do Mediterrâneo de Taragone 2018 em 3x3 (com Charly Pontens, Jim Seymour e Tim Eboh). Nos Jogos Olímpicos de Verão de 2024, em Paris, conquistou a medalha de prata no torneio masculino do basquetebol 3x3, após confronto na final contra a equipe dos Países Baixos, ao lado de Timothé Vergiat, Jules Rambaut e Franck Seguela.